# اندیور ماینینگ
اندیور ماینینگ (انگلیسی: Endeavour Mining) شرکت معدن بریتانیایی است، که در سال ۱۹۸۸ تأسیس شد.